# River Orwell

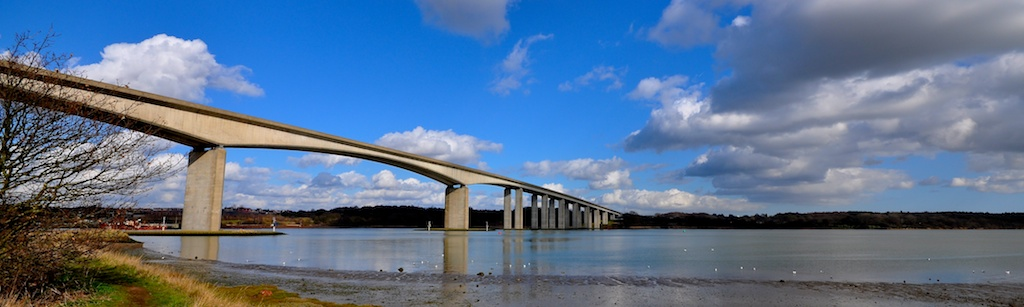
Orwell Bridge

Der Orwell ist ein Fluss in der englischen Grafschaft Suffolk. Der Oberlauf (außerhalb des Gezeiteneinflusses) ist auch unter dem Namen River Gipping bekannt. Er verbreitert sich bei Ipswich zu einem Ästuar und mündet bei Felixstowe in die Nordsee.

## Sperrwerk
Im Jahr 2019 wurde bei Ipswich ein Sperrwerk (barrier) eingeweiht, welches die Hafenanlagen (docks) und die tiefer gelegenen Teile der Stadt bei Sturmfluten gegen Hochwasser im River Orwell schützen soll.

## Freizeitaktivitäten
Der weitgehend natürliche River Orwell ist ein beliebter Fluss zum Segeln. Das Interesse bezog sich ursprünglich auf das Dörfchen Pin Mill (Ort des Geschehens in zwei Kinderbüchern von Arthur Ransome: We Didn't Mean to go to Sea und Secret Water).

## Sonstiges
- Der Schriftsteller Eric Blair wählte sein Pseudonym George Orwell aufgrund seiner Liebe zu dem Fluss.
- Der 1957 entstandene Film Yangtse Incident: The Story of HMS Amethyst wurde auf dem Fluss gedreht. Die Royal Naval Training Establishment Shotley stellte in dem Film chinesische Kanonenbatterien dar.[1]

## Belege
1. ↑  The Yangtse Incident:the story of HMS Amethyst. (Video) In: British Lion Films. British Lion Holdings Ltd, archiviert vom Original am 7. August 2016; abgerufen am 27. April 2016 (englisch).  Info: Der Archivlink wurde automatisch eingesetzt und noch nicht geprüft. Bitte prüfe Original- und Archivlink gemäß Anleitung und entferne dann diesen Hinweis.